# Церковь Святого Феодора (Константинополь)

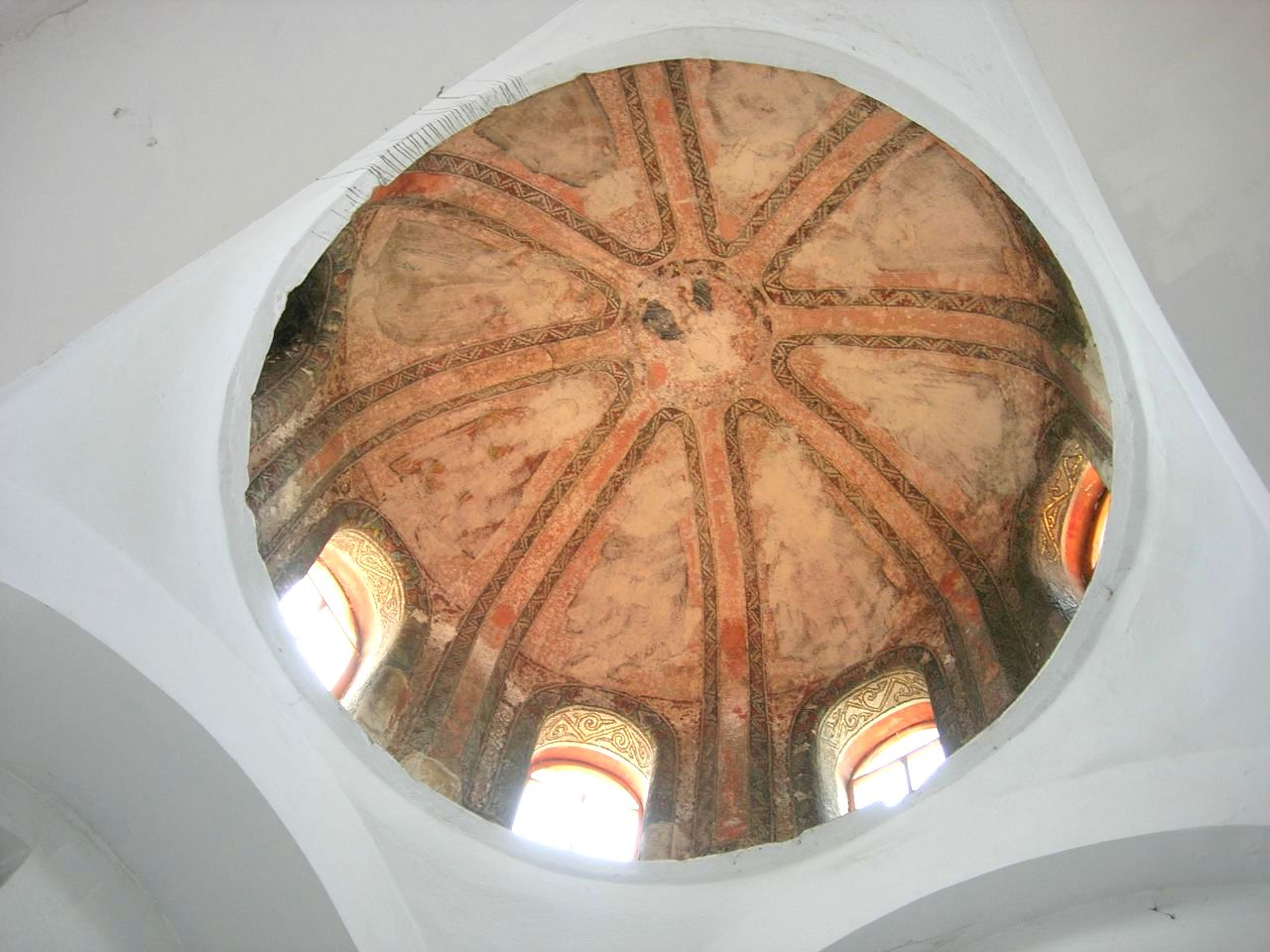
Южный купол экзонартекса с остатками мозаики.

Це́рковь свято́го Фео́дора — поздневизантийская церковь, которая сохранилась в районе Вефа в Стамбуле, некоторое время действовала как мечеть Молла-Гюрани (Molla Gürani Camii) по имени своего основателя. Представляет собой важный образец архитектуры Константинополя периода правления Комнинов и Палеологов.
О дотурецкой истории храма практического ничего известно, и даже его посвящение точно не выяснено. Судя по кирпичной кладке, возведена в правление Алексея I Комнина (1081—1118) либо вскоре после того. После падения Константинополя была преобразована в мечеть, которая прославилась тем, что там подвизался мулла Гюрани — воспитатель Мехмеда II и первый муфтий Стамбула.
При реставрации 1937 года в интерьере притвора были выявлены и очищены от штукатурки мозаики византийского периода. Также выяснилось, что при строительстве храма были использованы колонны и другие материалы ранневизантийского периода. Что же касается четверика, то он ещё ждёт своего исследования.
Управление вакуфов Турции объявило о проекте восстановления строения на 2011 год, но данный проект в конечном счете так никогда и не осуществился. В 2014 году здание было до неузнаваемости перестроено семьями, нашедшими убежище в этом ветхом средневековом комплексе.